# L'ultima donna
L'ultima donna è un film del 1976 diretto da Marco Ferreri.
La pellicola ha come protagonisti Gérard Depardieu e Ornella Muti.

## Trama
Giovanni è un ingegnere cassintegrato, lasciato dalla moglie, che vive ora col figlioletto Pierino nella grigia periferia industriale di Parigi, a Créteil. All'asilo del bambino conosce Valeria che, in crisi col fidanzato, inizia a frequentarlo. I due vanno a convivere,e dopo un iniziale periodo molto felice (anche sessualmente), il rapporto scivola nella routine e s'incrina senza un motivo ben preciso. In seguito ricompare l'ex moglie e Giovanni trova pure una nuova fiamma. Nel finale, Giovanni, torturato dall'impotenza psicologica a gestire la sua vita sentimentale e accusato di fallocrazia dalle donne, s'evira il pene con un coltello elettrico.

## Distribuzione
Le date di uscita internazionali nel corso del 1976 sono state:
- 21 aprile in Francia
- 6 giugno negli Stati Uniti d'America
- 4 settembre in Italia
- 12 settembre in Germania Ovest